# Zoltán Bükszegi
Zoltán Bükszegi (16 de dezembro de 1975) é um ex-futebolista profissional húngaro que atuava como atacante.

## Carreira
Zoltán Bükszegi representou a Seleção Húngara de Futebol nas Olimpíadas de 1996.